# Estadio Municipal de Tarrafal
El estadio Municipal de Tarrafal es un recinto deportivo situado en la localidad de Tarrafal de la isla de Santiago, Cabo Verde, y es utilizado por los equipos AEF Chão Bom, Beira-Mar do Tarrafal, Delta Cultura, Estrela dos Amadores y Varandinha. 
El campo es de césped artificial y sus dimensiones son de 105 x 67 metros. En esta segunda fase, se procedió a cubrir la tribuna de espectadores, y se colocaron asientos en las mismas.